# Anders Sellström
Anders Sellström, né le 19 mars 1964 à Lycksele, est un homme politique suédois. 
Membre des Chrétiens-démocrates (KD), il est député européen de 2018 à 2019.

## Biographie
Anders Sellström est le fils du constructeur de bateaux Konrad Lindström et le frère de Stefan Attefall. Anders Sellström est diplômé d'économie de l'université d'Umeå. Il est marié à Emma Sellström (née en 1963).
Sellström a été député de 2010 à 2014 et membre de la commission des finances de 2010 à 2014. Il a également été membre suppléant de la commission des affaires civiles et de la commission de la fiscalité.
Il intègre le Parlement européen le 3 octobre 2018 à la suite de la démission de Lars Adaktusson. Sellström démissionne de son poste le 2 juillet 2019.